# جامعة الاستخبارات الوطنية
جامعة الاستخبارات الوطنية (NIU) ، التي كانت تُعرف سابقًا باسم كلية الاستخبارات الوطنية للدفاع وكلية الاستخبارات العسكرية المشتركة قبل تأسيس الجامعة، هي جامعة بحثية مستأجرة فيدرالية في بيثيسدا بولاية ماريلاند . هذه الجامعة هي مؤسسة مجتمع الاستخبارات الأمريكية (IC) للتعليم العالي في مجالات الدراسة المركزية لمهنة الاستخبارات والأمن القومي. تمنح جامعة NIU شهادات الدرجات الجامعية والدراسات العليا وشهادات الدراسات العليا والزمالات البحثية لإعداد الموظفين للمناصب العليا في IC ومؤسسة الأمن القومي الأوسع نطاقًا. منذ عام 1963 ، التحق أكثر من 80,000 طالب عسكري ومدني بالجامعة.  يقع الحرم الرئيسي لجامعة NIU في مقر وكالة الاستخبارات الدفاعية في واشنطن العاصمة ، ويقع الآن في حرم مجتمع الاستخبارات بيثيسدا (ICC-B) مع أربعة مواقع إضافية حول العالم. تقع مكتبة جون تي هيوز في الجامعة في ICC-B. NIU هي الجامعة الوحيدة في الولايات المتحدة حيث يمكن للطلاب الدراسة وإكمال البحث على مستوى المعلومات السرية العليا / الحساسة .
تؤكد برامج جامعة الاستخبارات الوطنية متعددة التخصصات على التعليم من خلال الأبحاث العلمية والتطبيقية المصممة لمساعدة ضباط المخابرات الأمريكية على فهم أفضل للمجموعة المتنوعة من التهديدات والفرص الجيوسياسية والاستراتيجية والتكنولوجية التي تؤثر على الاستخبارات والأمن القومي. تم تنظيم الجامعة في وحدتين أكاديميتين منفصلتين: كلية الذكاء الإستراتيجي وكلية أوتينجر للعلوم والتكنولوجيا . مجتمعة، تغطي الكليات مجموعة متنوعة ومتطورة من قضايا الشؤون الدولية والتهديدات والقدرات العدائية، من النزاعات الثقافية والدينية إلى انتشار أسلحة الدمار الشامل وتهديدات الأمن السيبراني والإرهاب والجريمة العابرة للحدود الوطنية وغيرها. 
تعد جامعة NIU ، وهي جامعة صغيرة غير مقيمة، مستأجرة من قِبل الكونجرس وتمول من القطاع العام، لكن مع القبول مقتصرة فقط على ضباط المخابرات الأمريكية الحاليين الحاصلين على تصريح من «المعلومات السرية العليا / الحساسة». القبول انتقائي للغاية، ولكن يتم دفع الرسوم الدراسية من قبل حكومة الولايات المتحدة .

## روابط خارجية
- جامعة المخابرات الوطنية
- اتحاد جامعات منطقة العاصمة واشنطن
- جامعة الاستخبارات الوطنية على أرشيف الإنترنت